# Bailey Pickett
Bailey Pickett is een personage uit The Suite Life on Deck. Dit meisje van het boerenland wordt gespeeld door actrice Debby Ryan. Pickett is afkomstig uit het fictieve plaatsje Kettlecorn. Kettlecorn, een samentrekking van cattle - uitspraak ketl, (vee) en corn (graan)- zou moeten liggen in Kansas.

## Komst inThe Suite Life on Deck
Bailey wilde naar de Zeven-zeeën school, een school die op de boot zit. Hier was eigenlijk geen plaats meer voor meisjes dus verkleedt ze zich als een jongen. Ze komt bij Zack op de kamer terecht. Als Zack gaat douchen en onverwacht terugkomt uit de badkamer heeft Bailey haar pet afgezet en ziet Zack dus dat ze lang haar heeft. Dan vertelt ze Zack de waarheid, maar vraagt Zack niets tegen de anderen te zeggen. Als ze naar het dek gaan vallen Zack en Bailey met Cody en London in het bad. Cody geeft haar haar pet terug, maar dan ontdekt ook de rest dat ze een meisje is. Bailey mag dan toch op de boot blijven en moet de hut delen met London, die daar geen zin in heeft en naar Papegaaieneiland vlucht.
Mr. Moseby gaat haar met Bailey, Woody, Zack en Cody zoeken. Mr. Moseby vindt haar in de gevangenis, maar wordt zelf ook opgesloten. Dan vinden ook Woody en Bailey haar en worden ze met z'n vieren opgesloten. Zack en Cody ontdekken hen bij een klein gat in de muur waar tralies voor zitten. Ze krijgen het niet open, maar dan vraagt de gevangenenbewaker of ze een koevoet nodig hebben. Ze hadden eerst niet door dat het de gevangenenbewaker was, dus worden ze ook opgesloten. Bailey laat haar varken Porkers de sleutels zoeken en ze bevrijden zichzelf uit de gevangenis.